# Sara Emil Baaring
Sara Emil Baaring er tidligere folkeskolelærer og byrådsmedlem i Assens Kommune.
Emil Baaring blev valgt ind i Folketinget i 2022 og er Socialdemokratiets handikap- og folkeskoleordfører.